# Нгване V
Нгване V (1876 — 10 декабря 1899) — верховный вождь Свазиленда с 9 февраля 1895 года до своей смерти в 1899 году.
9 февраля 1895 года Нгване стал верховным вождём Свазиленда. В том же 1895 году короля обвинили в совершении убийства, но британский суд, оправдав Нгване, наложил на него штраф.
В 1894 году Нгване посетил Лесото.
10 декабря 1899 года 23-летний Нгване скончался во время местной церемонии, предположительно от сепсиса, спровоцированного отравлением местными лекарствами, но существует предположение, что его отравили. Трон унаследовал младший сын Собуза.